# Youth Time
Международное движение Youth Time (чеш. Mezinárodní hnutí Youth Time) —негосударственная, неполитическая, общественная некоммерческая организация, основанная представителями молодёжи из России, Греции, Индии, Чехии, Хорватии, Эстонии, Франции, Италии. Миссия организации — обмен опытом и поиск сценариев совместного развития молодого поколения разных стран в будущем с целью реализации достойной жизни.
Основные задачи движения – стимулирование активного межкультурного диалога, основанного на принципах открытости и равенства; содействие процессу обмена знаниями и опытом между поколениями; сохранение культурной и национальной идентичности с учётом признания универсальных и самобытных ценностей. Приоритетная цель организации – координация усилий молодёжи в поиске вариантов развития мирового сообщества в сфере культуры, образования и СМИ .
Штаб-квартира организации находится в Праге.

## История движения
Движение Youth Time было основано в декабре 2010 года в Праге. Изначально идея создать Youth Time принадлежала участникам молодёжной секции мирового общественного форума «Диалог Цивилизаций». Они сформировали инициативную группу и приняли решение о создании организации на постоянной основе. Президентом была избрана Юлия Кинаш.
Движение проводит ежегодный молодёжный форум в Греции — Родосский молодёжный форум. В 2011 году у Youth Time появился дополнительный офис в Москве.
В 2012 году на Родосском молодёжном форуме впервые выделены гранты на реализацию социально-значимых проектов. В жюри форума вошли Владимир Якунин, президент мирового общественного форума «Диалог Цивилизаций», Камран , основатель организации Globalisation for the Common Good Initiative, Фэргас O’Беара, Советник заместителя секретаря Европейского Парламента,, исполнительный директор Ассоциации «Америка без наркотиков».
На данный момент движение объединяет более 1000 участников по всему миру, ряд из которых — действующие руководители неправительственных организаций. Одно из основных направлений деятельности – организация и проведение международных молодёжных мероприятий. В рамках образовательной инициативы «Образование моей мечты» движение организует открытые лекции и конференции для студентов  различных вузов Европы и других стран мира. С 2012 года движение оказывает на регулярной основе финансовую, экспертную и организационную поддержку молодым авторам проектов, направленных на решение различных социальных проблем общества.
Ежедневная французская газета Le Figaro в одном из своих  указала на положительный вклад молодёжного движения в развитие межкультурных коммуникаций, осуществление процесса активного взаимодействия современных бизнес-гуру с молодыми предпринимателями развивающихся стран и возможности реализации молодёжью идеи создания «мира своей мечты».
Основные партнеры Youth Time – Мировой общественный форум «Диалог Цивилизаций», а также — компании Alstom S.A., Siemens AG, Motor Sich.

## Манифест движения
Международной инициативной группой молодёжного движения Youth time 11 декабря 2010 года в Праге был принят манифест, определяющий принципы деятельности организации. В манифесте указано, что на сегодняшний день молодое поколение всего мира является наиболее активной и неотъемлемой частью глобального общества и апеллирует к идее создания альтернатив существующей глобальной негативной тенденции чрезмерного эгоизма и консюмеризма с целью сохранения будущего следующих поколений.
Организация декларирует следующие приоритеты в своей деятельности:
- содействие осознанию молодёжью глобальных мировых проблем;
- стимулирование активного диалога в молодёжной среде по всему миру, основанного на принципах открытости и равенства; осуществление процесса обмена знаниями, опытом, ценностями между поколениями;
- сохранение культурной и национальной идентичности, основанной на признании универсальных и самобытных ценностей;
- привлечение представителей молодого поколения, занятых деловой, общественной и политической деятельностью к продвижению ценностей и принципов молодёжного движения Youth Time;
- приглашение к участию представителей частного и общественного секторов в интересах движения Youth Time;
- развитие контактов и сотрудничества между движением Youth Time и дружественными организациями.

Организационная структура движения, состоящая из Совета движения, его исполнительного органа, официально была зарегистрирована в Праге.

## Родосский молодёжный форум
Родосский молодёжный форум — молодёжное мероприятие, организуемое Youth Time. Форум проходит ежегодно осенью на греческом острове Родос.
Форум пользуется поддержкой ООН, ЮНЕСКО, Совета Европы, ОПЕК, ОИК, ИСЕСКО, а также поддержкой ряда глав государств, среди которых: король Иордании Абдалла II, Президент Российской Федерации Дмитрий Медведев, Президент Высшего Совета по делам ислама Королевства Бахрейн шейх Абдалла Бен Халид аль-Халифа, вице-президент Сирийской Арабской республики Наджаф Аль-Аттар.
По заявлению Президента-основателя Форума В. И. Якунина, «цель организации Молодёжного форума – обеспечить более глубокое и широкое вовлечение молодых людей в обсуждение [вопросов диалога цивилизаций]».
Традиционно в форуме принимают участие около 150 молодых активистов из разных стран мира. Основной задачей форума является разработка дорожной карты молодёжных инициатив по решению актуальных социально-экономических и политических проблем в контексте международного и межкультурного обмена мнениями. Так, в 2012 году обсуждались имеющиеся проблемы в сфере образования и занятости молодёжи, темы активного участия в общественной жизни, межкультурного диалога и взаимодействия, а также медиа и интеллектуальной сферы. В общей сложности молодыми людьми было представлено 50 собственных проектов, 3 из которых стали победителями. Их авторы получили финансовую и организационную помощь в реализации своих идей.
При поддержке Youth Time был реализован Национальный Непальский Молодёжный Форум (автор — Кабиндра Бурлакоти , Непал), Индийский Молодёжный Форум (на базе Университета имени Джавахарлала Неру). Другие проекты — переработка мусора в учебных заведениях (автор — Ракеш Бисвас, Индия) и создание центров по развитию предпринимательских навыков для молодёжи Замбии (автор — Эразмуса Мвини, Замбия), международные конкурсы «Прошлое и настоящее» и «Космос и будущее человечества».
С 29 сентября по 1 октября 2013 года на Родосе состоялся 4-й Молодёжный Родосский Форум.

## Журнал Youth Time
Youth Time выпускает одноимённый молодёжный журнал. Это информационно-аналитическое издание, посвященное темам и проблемам, которые занимают молодёжь в разных странах мира. Журнал YT выходит раз в два месяца, на русском и английском языках тиражом 25 000 экземпляров. На данный момент в список стран распространения входят Чехия, Германия и Россия. Целевая аудитория журнала — студенты, аспиранты, активисты молодёжных движений и организаций, бизнес-молодёжь, молодые люди из творческой среды, работодатели, заинтересованные в молодых талантах.